# Corydalis crithmifolia
Corydalis crithmifolia är en vallmoväxtart som beskrevs av John Forbes Royle. Corydalis crithmifolia ingår i släktet nunneörter, och familjen vallmoväxter. Inga underarter finns listade i Catalogue of Life.